# مقاطعة ليفلور (ميسيسيبي)
مقاطعة ليفلور هي مقاطعة في مسيسيبي، بلغ عدد سكانها 32٬317  نسمة، في 2010، عاصمتها غرينوود، تبلغ مساحتها 1٬570 كيلومتر مربع.

## الموقع
تشترك في الحدود مع:
- مقاطعة تالاهاتشي (ميسيسيبي)
- مقاطعة هولمز (ميسيسيبي)
- مقاطعة هامفريس (ميسيسيبي)
- مقاطعة كارول
- مقاطعة غرينادا
- مقاطعة صنفلور (ميسيسيبي).

## التقسيمات الإدارية
- غرينوود.

## أعلام
- فرانك إليس سميث
- ديفيد لي جوردن